# Marian Ilmestys
Marian Ilmestys (deutsch Die Verkündigung) ist ein finnischer Kurzfilm von Eija-Liisa Ahtila aus dem Jahr 2011. In Deutschland feierte der Film am 28. April 2012 bei den Internationalen Kurzfilmtagen in Oberhausen Premiere.

## Handlung
Eine Marienerscheinung neu konstruiert durch Frauen und Tiere.

## Kritiken
„Das klassische religiöse Motiv der Verkündigung wird sowohl menschlich als auch ironisch dadurch, dass es von einigen unauffälligen, aber absolut engagierten Frauen nachgespielt wird. Verschiedene Bedeutungs- und Sinnlichkeitsebenen werden auf unprätentiöse und entwaffnend witzige Art konstruiert und erzählt.“

## Auszeichnungen
Internationale Kurzfilmtage Oberhausen 2012
- ARTE-Preis für einen europäischen Kurzfilm